# Aurica Bărăscu
Aurica Bărăscu (Chirița înainte de căsătorie, n. 21 septembrie 1974, Nicorești, România) este o fostă canotoare română, laureată cu aur la Atena 2004.

## Legături externe
- Aurica Bărăscu la Comitetul Olimpic și Sportiv Român (arhivat)
- en  Aurica Bărăscu la FISA WorldRowing.com
- en Aurica Bărăscu la Olympedia.org
- en  Aurica Bărăscu la International Olympic Committee